# Chestnut Hill (Virginia Occidental)
Chestnut Hill es un área no incorporada ubicada dentro del condado de Hancock (Virginia Occidental), Estados Unidos. Está catalogada como un asentamiento humano por la Junta de Nombres Geográficos de los Estados Unidos.
El número de identificación (ID) asignado por el Servicio Geológico de Estados Unidos es 1554122.

## Geografía
Se encuentra a una altitud de 361 metros sobre el nivel del mar (1184 pies) según el conjunto de datos de elevación nacional.